# Antonov A-1
O Antonov A-1 e modelos relacionados foram uma família de planadores de treinamento de assento único produzido na União Soviética nas décadas de 1930 e 1940. Todos foram derivados do Padrão-2 (Стандарт-2) (desenhado e voado por Oleg Konstantinovich Antonov em 1930), que por sua vez era derivado do Padrão-1. Foram produzidos em grandes números, com cerca de 5.400 construídos apenas das principais versões U-s3, U-s4 e P-s2. O mesmo projeto formou a base para o Antonov A-2 e seus derivados. Contando todos, incluindo os de dois assentos, a produção excedeu 7.600 unidades em 1937.
Enquanto os membros desta família variavam alguns detalhes, todos compartilhavam do mesmo projeto básico e as peças eram intercambiáveis entre eles. O projeto possuía um padrão típico de de planadores treinadores com uma empenagem convencional no final de uma longa longarina, ao invés de uma fuselagem convencional. A longarina podia ser dobrada para armazenamento. A asa monoplana era alta, mantida em um pilone acima dessa "quilha" e era suportada por mais duas estruturas em cada lado. O piloto sentava na frente da asa, fechado por uma carenagem de madeira simples em forma de "U", que podia ser removida ao afastá-la para a frente, permitindo que entrasse ou saísse da aeronave. O trem de pouso consistia de um único calço sob esta quilha, mas também podia ser equipado com pequenas rodas de madeira.
Enquanto que as versões originais para treinamento (designadas У, 'U') possuíam asas de corda constante, as versões posteriores projetadas para voos de planeio (designadas П, 'P'), possuíam asas de maior envergadura com painéis afunilados e uma carenagem no nariz aerodinâmica. O último projeto na família foi de planadores projetados para voo rebocado (designado Б, 'B), que por sua vez compartilhavam as asas mais longas e carenagem do modelo "P", mas com um canopy para fechar a cabine de pilotagem.
Cópias não licenciadas foram produzidas na Turquia após a Segunda Guerra Mundial pela THK e pela Makina ve Kimya Endüstrisi Kurumu (MKEK), como THK-7 (P-s2), THK-4 (U-s4) e MKEK 6.

## Variantes
Em cada caso, o "s" significa serii (серии: 'série')

### Protótipos
Padrão-1 (Стандарт-1)
Padrão-2 (Стандарт-2)

### Treinadores
Uchebnyi (Учебный, 'Treinador')
U-s1 (У-с1)
U-s2 (У-с2) (Primeira versão produzida em série)
U-s3 (У-с3) (1.600 construídos)
U-s4 (У-с4) (Redesignado A-1, principal versão de produção. 3.000 construídos)

### Planadores
Paritel (Паритель, 'Planador'), também Upar (Упар, junção de учебный паритель, uchebnyi paritel, 'Planador de treinamento') (800 construídos)
P-s1 (П-с1)
P-s2 (П-с2)

### Rebocado
Buksirovochnye (Буксировочные, 'Rebocado') (265 construídos até 1937)
B-s3 (Б-с3)
B-s4 (Б-с4)
B-s5 (Б-с5)